# Mario Mattòli
Mario Mattòli (* 30. November 1898 in Tolentino; † 26. Februar 1980 in Rom) war ein italienischer Filmregisseur, Drehbuchautor und Filmproduzent.

## Leben
Mattòli machte einen Abschluss in Rechtswissenschaften und arbeitete für kurze Zeit als Rechtsanwalt. Er wurde von der Theatergesellschaft Emilio Suvini/Luigi Zerboni als Sekretär engagiert, wonach er als Organisator für etliche Gruppierungen tätig war, allen voran für die damals äußerst bekannten und erfolgreichen „Spettacoli Za-Bum“. 1932 wechselte er dann für zwei Filme als Produzent zum Film und drehte schließlich 1934 seinen ersten eigenen Streifen Tempo massimo, dem bis 1966 etwa achtzig Filme folgten, für die er auch immer am Drehbuch beteiligt war und von denen nur rund 20 im deutschen Sprachraum zu sehen waren. Mit der Zeit spezialisierte er sich auf Komödien; unter ihm spielten die bedeutendsten Schauspieler ihrer Zeit und dieses Faches, allen voran Totò, mit dem er zahlreiche Erfolge feierte. Hin und wieder bewies er aber auch sein Talent für dramatische Stoffe, die die Herzen der Zuschauer erreichten.
In seiner Heimatstadt entstand 2010 die Gesellschaft „OffiCine Mattòli“.

## Filmografie (Auswahl)
- 1934: Tempo massimo (& Darsteller)
- 1939: Reingefallen (Lo vedi come sei… Lo vedi come sei?!)
- 1940: Sabotage auf der Esperanza (Il pirata sono io!)
- 1940: Verlassen (Abbandono)
- 1941: Reifende Mädchen (Ora 9 lezione di chimica)
- 1945: Zu neuem Leben (La vita ricomincia)
- 1947: Die Gezeichnete (Assunta Spina)
- 1947: Kutsche Nr. 13 (Il fiacre n. 13)
- 1950: Süßer Reis (L'inafferrabile 12)
- 1951: Totò als Scheich (Totò sceicco)
- 1952: Ein Auto macht noch keinen Millionär (Cinque poveri in automobile)
- 1953: Zwei Nächte mit Cleopatra (Due notti con Cleopatra)
- 1954: Die verkaufte Unschuld (Miseria e nobiltà)
- 1955: Mädchen von 18 Jahren (Le diciottenni)
- 1956: Die schönsten Tage des Lebens (I giorni più belli)
- 1958: Totò und Peppino (Totò, Peppino e le fanatiche)
- 1959: Petticoats und Fallschirmjäger (Guardatele, ma non toccatele)
- 1960: Rendezvous in Ischia (Appuntamento a Ischia)
- 1960: Totò, Fabrizi und die Jugend von heute (Totò, Fabrizi e i giovani d'oggi)
- 1961: Seine Exzellenz bleibt zum Essen (Sua eccellenza si fermò a mangiare)
- 1964: Eine Leiche für die Dame (Cadavere per signora)
- 1966: Irren ist tödlich (Per qualche dollaro in meno)